# Paolo Bartolozzi
Paolo Bartolozzi (Rufina, 12 settembre 1957 – Firenze, 4 febbraio 2021) è stato un politico italiano, eurodeputato.
Laureato in giurisprudenza, ha iniziato la sua attività politica nella Democrazia Cristiana, divenendone segretario organizzativo per la provincia di Firenze. Originario di Rufina, dal 1985 al 1987 è sindaco di Londa, successivamente diventa consigliere regionale della Toscana, presidente della Commissione per i rapporti con l'Unione europea.
Viene rieletto in Consiglio Regionale in tutte le successive elezioni del 1990, 1995, 2000 e 2005, aderendo dapprima ai Cristiani Democratici Uniti (CDU) - di cui è vicesegretario nazionale - e poi definitivamente a Forza Italia. È stato presidente della Commissione regionale affari istituzionali, della Commissione di vigilanza e di controllo, presidente del gruppo consiliare di Forza Italia. Dal 2005 è stato vicepresidente del Consiglio Regionale toscano.
A giugno 2001 diventa eurodeputato, subentrando a Silvio Berlusconi nel frattempo nominato Presidente del Consiglio. È stato membro della Commissione Giuridica e per il Mercato Interno e della Delegazione per le relazioni con i Paesi dell'America Centrale e il Messico. Rimane in carica fino al 2004 quando, ricandidato, è il primo dei non eletti di Forza Italia per la circoscrizione Italia Centrale.
Da giugno 2008 ritorna al Parlamento europeo, subentrando ad Antonio Tajani nel frattempo scelto come Commissario europeo. Iscritto al gruppo del Partito Popolare Europeo - Democratici Europei. Aderisce alla rinata Forza Italia.
Alle elezioni Europee del 25 maggio 2014 prende 28.060 preferenze ma non saranno sufficienti per essere rieletto.
Bartolozzi è morto a Firenze, dopo una breve malattia, il 4 febbraio 2021. 